# Guerre serbo-ottomane
La seguente voce è una lista delle guerre serbo-ottomane o guerre serbo-turche tra la Serbia medievale contro l'Impero ottomano, fino alla prima guerra mondiale.

## Medioevo
Primi scontri
- Battaglia di Demotika nell'ottobre 1352

Caduta dell'impero serbo
- Battaglia della Marizza nel settembre 1371
- Battaglia di Dubravnica nel 1381
- Battaglia di Pločnik nel 1386
- Battaglia della Piana dei Merli nel 1389

Despotato di Serbia
- Battaglia di Tripolje nel 1402
- Assedio di Novo Brdo nel 1412
- Invasione ottomana della Serbia nel 1425
- Invasione ottomana della Serbia nel 1427
- Invasione ottomana della Serbia nel 1437
- Invasione ottomana della Serbia nel 1438
- Invasione ottomana della Serbia (1439-1444)
- Crociata di Varna
  - Battaglia di Nissa (1443)
  - Battaglia di Zlatitsa nel 1443
  - Battaglia di Kunovica nel 1444
  - Assedio di Smederevo nel 1453
- Invasione ottomana della Serbia (1454–55)
  - Battaglia di Leskovac nel 1454
  - Battaglia di Kruševac nel 1454
- Invasione ottomana e conquista della Serbia nel 1459
  - Assedio di Belgrado nel 1456
  - Assedio di Smederevo nel 1456
  - Conquista di Smederevo nel 1459[1]

Nel 1471, il Despotato di Serbia fu restaurato in esilio come stato vassallo dell'Ungheria. Fino alla sua scomparsa nel 1540, trascorse la sua interezza combattendo i turchi. Lo stato forniva supporto e truppe ausiliarie al Regno d'Ungheria.

## Periodo ottomano
Serbia ottomana
- Rivolta di Jovan Nenad (1526-1527)
- Lunga guerra (guerre ottomane) (1593-1606)
  - Rivolta del Banato (1594)
  - Rivolta serba del 1596-1597
- Grande guerra turca (1683–99)
  - Rivolta di Pirot (1737-38)
- Ribellione serba di Kočina Krajina (1788)

## XIX secolo
- Rivoluzione serba
  - Prima rivolta serba
  - Rivolta di Hadži Prodan
  - Seconda rivolta serba
- Rivolta dell'Erzegovina (1852-1862)
- Rivolta dell'Erzegovina (1875-1877)
- Guerre serbo-turche (1876-1878)

## XX secolo
- Prima guerra balcanica (1912-1913)
- Prima guerra mondiale (1914-1918)